# Révolution française dans la Loire
 (février 2013).
La création du département français de la Loire a lieu à l'issue de la Révolution française, en 1793, à la suite de la scission du département de Rhône-et-Loire. La Révolution française dans la Loire voit se succéder plusieurs bouleversements sociaux, politiques et culturels, et est marquée par plusieurs épisodes de violente répression et contre-révolution.

## Contexte national
L'avènement de la Révolution bouleverse la société française, notamment en lui donnant un nouveau visage avec la création de nouveaux territoires : les départements. Ceux-ci soumis à l'autorité de la Convention Nationale, vont amener à une décentralisation progressif du pouvoir. Ces nouveaux territoires correspondant quasiment à nos départements actuels. Cependant, des exceptions sont à noter comme le département de la Loire. Celui-ci voit le jour en 1793, après une scission du département de Rhône-et-Loire, principalement à la suite de la crise fédéraliste. La Loire nouvellement née va être représentative de la France, en connaissant les différentes périodes caractérisant la Révolution. Malgré tout, la présence d'une personnalité comme Claude Javogues reste propre à ce département, tant par sa personnalité atypique, que par sa conception de la société privilégiant le simple citoyen, car il tenait pour ennemis du Peuple les riches et les prêtres. Par ailleurs, il reste associé à la période de la Terreur « anarchique », même si d'autres facteurs sont à prendre en compte comme : l'absence de contrôle gouvernemental, les initiatives locales d'institutions d'exceptions, la répression intensive, la déchristianisation.
Les dernières années de la révolution sont marquées par les idées royalistes qui vont se propager dans le département de la Loire à travers deux facteurs importants : tout d’abord la pensée paysanne. Farouchement antirévolutionnaire, la paysannerie peu violente ne souhaite véritablement qu’une seule chose : continuer à mener une vie villageoise paisible tandis que dans le même temps s’est développé le phénomène de la Terreur blanche, beaucoup plus violente de par le nombre d’assassinats politiques, dans la mesure où les historiens sont aujourd’hui quasiment certains qu’il s’agissait d’actes commis par la bourgeoisie, diamétralement opposée à la Révolution. Néanmoins les choses rentrent au fur et à mesure dans l’ordre à partir de février 1796 et les exactions vont être stoppées à tel point que Saint-Étienne se trouve dans une sorte de torpeur à la fin de la Révolution.

## 1789 - 1793: les prémices révolutionnaires en Forez, au département de Rhône-et-Loire.

### La propagation de la Révolution française en Forez
La Révolution française arrive en Forez quelque temps après le 14 juillet : en effet la nouvelle met dix jours à atteindre la province. Ce chamboulement politique n'est pas un grand évènement pour les habitants, cependant la nouvelle est bien accueillie. À Montbrison la nouvelle est reçue et l'on fête la Révolution avec un Te Deum, comme à Saint-Étienne. 
D'autres problèmes déjà existants durant l'année 1789 vont s'aggraver au cours de l'été. C'est le phénomène de la Grande Peur. Les habitants du Forez comme la plupart des français de l'époque subissent la crise économique. On observe une augmentation du cours du blé dû aux mauvaises récoltes, à ceci s'ajoute une peur du Complot de la part des nobles désirant se venger. Ce contexte très tendu est propice aux méfaits et brigandages.
Ainsi le 28 juillet la province est en proie à la confusion et à la peur. On apprend que Saint-Chamond brûle. En conséquence les villes du Forez s'arment comme c'est le cas à Saint-Étienne où l'on distribue des fusils en grande quantité, et à Montbrison on crée une milice pour se défendre des brigands ou des troupes royalistes. On envoie des éclaireurs pour évaluer la situation aux alentours. Finalement après toute cette agitation les habitants comprennent qu'il ne s'agissait que de rumeurs. On note tout de même que certains châteaux ont été brûlés par une population en colère, cet épisode marquant alors le départ de cette rumeur.
Pourtant dans l'ensemble la nouvelle de la Révolution est reçue favorablement dans le Forez sans qu'il y ait de troubles majeurs recensés. Ce bouleversement politique va influencer l'administration de l'Ancien Régime.

### Création du département de Rhône-et-Loire et municipalités en péril.
L'idée de la Révolution française étant bien installée, certaines tensions persistent pourtant entre les différentes villes. Saint-Étienne demande à ce qu'un département de Rhône-et-Loire soit créé, regroupant trois provinces : celles du Forez, du Lyonnais et du Beaujolais. Ainsi le 26 février 1790 le département de Rhône-et-Loire est créé. Le chef-lieu en est Lyon et de nouvelles élections municipales ont lieu. À Saint-Étienne est élu Antoine Neyron. Pour Montbrison c'est un certain Barrieu qui est choisi. L'année 1790 est bénéfique pour le département. Dans la région du Forez, la première fête de la fédération est célébrée avec enthousiasme et les villes s'identifient parfaitement à la Révolution et ses apports sur l'industrie et le commerce.
Tout ceci est de courte durée puisque la fin de l'année est entachée par des pénuries alimentaires provoquant des émeutes. C'est le cas à Saint-Étienne où la municipalité est débordée et fait face à des émeutiers en nombre. À Montbrison c'est la même situation : la disette a provoqué des émeutes dans le mois de mai 1790. La municipalité y répond par la mobilisation de la Garde nationale et de la maréchaussée pour calmer les foules.
De plus les municipalités font face à un nouveau problème, la question religieuse. En effet l'assemblée constituante s'est prononcée pour un décret qui va encore une fois diviser les Français. Il s'agit de la Constitution civile du clergé, votée le 26 novembre 1790. Elle consiste à faire prêter serment à la constitution, « au roi, à la nation et à la loi », et bon nombre de biens ecclésiastiques sont considérés comme bien nationaux. Dans le Forez si la loi ne pose pas réellement de problème dans l'ensemble du territoire, il en va différemment pour Montbrison où, bien que la municipalité soit en accord avec l'Assemblée Constituante, elle se heurte à la résistance des habitants refusant de dénoncer les prêtres réfractaires.
Les municipalités, bien que survivantes aux évènements de la Révolution et aux diverses révoltes urbaines, sont affaiblies et effectuent un travail laborieux. Pour autant d'autres évènements difficiles sont à prévoir.

### L'insurrection fédéraliste dans la Loire
Dans le département de Rhône-et-Loire, comme dans tout le territoire français, une insurrection fédéraliste voit le jour. Le 2 juin 1793, à Paris, l'arrestation puis l'exécution d'une vingtaine de dirigeants Girondins par leurs adversaires politiques, les Montagnards, provoque une insurrection populaire dans les Provinces favorables aux Girondins contre le pouvoir Jacobin : c'est la révolte fédéraliste. En Rhône-et-Loire, c'est à Lyon que commence la révolte durant l'été 1793. Elle est particulièrement violente puisqu'elle débouche sur la création de milices armées.
Cette insurrection fédéraliste est soutenue dans les districts du Forez et de Montbrison sans toutefois créer de milice. Quant au district de Roanne, il reste neutre, se gardant de réagir à ce sujet. Lyon, craignant une répression rapide des républicains et un siège de la ville, prend la décision 
d'occuper militairement les districts du département voisin afin d'éviter tout retournement de situation. Dans ce contexte Lyon occupe Saint-Étienne le 12 juillet 1793 et Montbrison le 22. Cette occupation n'est pas anodine : il s'agit non seulement de contrer les influences républicaines dans le département de Rhône-et-Loire mais aussi de récupérer les réserves de nourriture du Forez, car la ville est privée de sa principale source de subsistance : la Bourgogne, et d'autre part d'assurer le contrôle de la manufacture d'armes de Saint-Étienne, réputée à l'époque.
Les troupes fédéralistes, au départ accueillies comme libératrices sont de plus en plus mal vues durant cet été 1793 car elles vivent sur le territoire du Forez. Sous la menace de l'arrivée imminente d'une troupe républicaine, l'armée des Alpes et un soulèvement populaire des habitants des villes occupées forcent les troupes fédéraliste de Lyon à évacuer Saint-Étienne le 28 août et Montbrison le 8 septembre. L'insurrection fédéraliste est matée le 9 octobre 1793.
Cet évènement marque la fin des premiers bouleversements révolutionnaires dans la Loire, avec la fin de l'insurrection fédéraliste. Le 12 août 1793 il est décidé de scinder en deux le département de Rhône-et-Loire, avec d'un côté le département du Rhône, avec Lyon, et de l'autre la naissance du département de la Loire, regroupant l'essentiel du territoire du Forez avec comme chef-lieu Feurs.

## De la naissance de la Loire à la Terreur

### Un département né d'une scission: la Loire
Ce département est né principalement par la poussée fédéraliste et par l'occupation lyonnaise du Forez, transformant des luttes locales en rébellion ouverte contre la Convention nationale.
La création du département de la Loire par les Représentants en mission le 12 août 1793, est confirmée plus tard par un décret de la Convention du 29 brumaire brumaire an II, soit le 19 novembre 1793, inspiré par cette crise fédéraliste. On veut détruire le semblant de légalité de l'occupation lyonnaise du Forez et les ordres des autorités fédéralistes de Lyon. La tradition ajoute que la Convention voulait punir Lyon, siège du département de Rhône-et-Loire, de sa rébellion. On est frappé par la violence du vocabulaire s'agissant de qualifier les contre-révolutionnaires : « usurpateurs », « tyrannie », « effroi », « massacrent », « oppression », aboutissant à la défense expresse faite aux citoyens ligériens « de continuer à reconnaître l'administration de Rhône-et-Loire ». On est aussi frappé par l'esprit démocratique des représentants en mission : « le chef-lieu sera dans la ville de Feurs, jusqu'à ce que les administrés aient émis leur vœu sur son placement … »
Cette création reste assez logique tant administratif que géographiquement. À une unité physique correspondait une unité administrative, à l'ouest les trois districts de Roanne, Montbrison et Saint-Étienne couvrant la vallée de la Loire, à l'est Villefranche, Lyon et la campagne de Lyon, couvrant les vallées de la Saône et du Rhône avec leurs arrière-pays montagneux. De plus, chaque district a ses propres caractéristiques ; Saint-Étienne : cité populeuse et industrielle, Montbrison : petite ville de propriétaires terriens et d'hommes de loi, Roanne : ville de négociants réalistes dont les intérêts se trouvent plus au dehors qu'à l'intérieur du département. 

### Claude Javogues: un représentant en mission.
Claude Javogues, né en 1759 dans le Forez, partagea ses années de jeunesse entre la propriété familiale à Bellegarde et Montbrison. Au début de la Révolution, il exerce la profession d'avocat et remplit des fonctions publiques peu importantes à Montbrison. Il contribue à fonder la société populaire de Montbrison et est élu député à la Convention, en quatorzième sur quinze, en 1791. Son élection est certainement un compromis entre les factions dans l'assemblée électorale car il satisfait tant les conservateurs que les Jacobins. Une fois à la Convention, en février 1793, Javogues devient un Montagnard reconnu, car il fait partie des « députés sans-culottes du département de Rhône-et-Loire ». Le 20 juillet 1793, il est envoyé en mission dans le Forez à la tête d'une des colonnes militaires contre Lyon, pour en expulser les fédéralistes.
Javogues était un homme fougueux et emporté, d'un tempérament excessif. Ses réactions étaient instinctives et exagérées, il pouvait déclarer que dans la Montbrison contre-révolutionnaire : « le sang ruissellera un jour (…) comme l'eau dans les rues après une grande pluie » et que « Feurs serait traitée comme Sodome et (…) pas un de ses habitants n'échapperait à la mort ». Sodome étant une ville évoquée dans la Genèse, qui fut détruite par la colère divine car elle maltraitait les étrangers et les pauvres : absence d'hospitalité et de charité. À la colère qui lui venant facilement, il joignait la violence verbale, comme de nombreux hommes politiques de l'an II. Javogues était un homme aimant à se produire en toutes circonstances, il adorait le geste théâtral, ses sentiments s'exprimaient de la manière la plus dramatique et la plus intense. La municipalité de Feurs le qualifia même de « fougueux et emporté ». Les thermidoriens exagérèrent son caractère, le représentant comme un « proconsul cruel, sorte de satrape oriental ». En réalité ses colères n'étaient jamais réfléchies et il se calmait rapidement.
Il donna à la Terreur un caractère particulier dans la Loire, par sa propre personnalité et ses idées politiques, malgré le peu de temps qu'il passa sur place entre mi-septembre 1793 et la fin pluviôse an II (mi-février 1794), cette période correspondant à la Terreur « anarchique ». Il faut savoir qu'en étant envoyé en mission, Javogues disposait des pleins pouvoirs même s'il demeurait soumis au contrôle de la Convention et au Comité de Salut public mais il en était bien éloigné et aux yeux de la population, il incarnait la souveraineté du peuple. Il organisa la Terreur dans la Loire, en épurant les administrations, en mettant au pouvoir des gens en qui il avait confiance, et en appliquant les mesures révolutionnaires lui convenant. Il appliqua un terrorisme exagéré. Ce terrorisme peut être aujourd'hui symbolisé par la chapelle des martyrs de Feurs, qui se situe près du monument aux morts. C'est un monument érigé en 1826 par M. D'Assier (le maire à cette époque) pour donner une sépulture aux 80 morts du tribunal révolutionnaire, organisé sous Javogues à Feurs lors de la Terreur. Il faut cependant nuancer, car Javogues ne fut qu'un élément parmi tant d'autres dans la composition de la Terreur au niveau local.
Javogues est avant tout un démocrate, sa préoccupation reste le bonheur du Peuple. Pour lui, le Peuple est constitué par les citoyens ayant souffert de l'Ancien Régime, et surtout « la partie industrieuse de la Société » y compris la classe agricole, soit la majorité pauvre des citoyens : ruraux et citadins. La pauvreté est donc une caractéristique essentielle du Peuple, à l'inverse des personnes ayant tiré profit, et qui le regrettent donc : les émigrés, les procureurs et la « horde des praticiens ». Mais par-dessus tout, l'ennemi du Peuple est le Riche. Selon lui, « ces misérables reptiles » oppriment le Peuple aussi sûrement que les privilégiés sous l'Ancien Régime, la grande richesse témoigne de l'oppression, de l'esclavage, et du malheur du Peuple. Il ajoute à sa liste la « caste sacerdotale », faisant au début une distinction entre les prêtres réfractaires et les autres, mais il l'oublia vite. Son idéal était une république composée de petits propriétaires.
Il ne pouvait donc que désapprouver des mesures telles que la loi sur la liberté des cultes du 16 frimaire, qui pour lui, ôte aux patriotes les moyens d'établir la République démocratique. C'est pour cela qu'il conserva l'armée révolutionnaire dans la Loire. De cette désapprobation, Javogues conclut avec son exagération habituelle que le Comité était contre-révolutionnaire : pour lui, toute mesure entravant l'action révolutionnaire devait être donc une action contre la Révolution. 
Cependant, le Comité ne pouvant se laisser faire, en étant accusé de contre-révolution et en voyant un de ses membres se faire attaquer : Couthon. Cette attaque envers Couthon était aussi de l'ordre du ressentiment personnel. En effet, lors de l'expulsion des fédéralistes du Forez, un comité de salut public composé entièrement d'Auvergnats avait été établi à Montbrison afin de gouverner la région temporairement, et d'exploiter les ressources locales pour subvenir aux besoins de l'armée alors en siège devant Lyon, privée des ressources du Puy-de-Dôme qui l'avait fournie jusque là. Cependant, les habitants de Montbrison se sont plaints de ce qu'ils considéraient comme un pillage opéré par les montagnards, ennemis des habitants de la plaine. Prétextant le fait que Couthon, lors de sa mission à Lyon, avait prescrit aux administrateurs du Puy-de-Dôme de vérifier les activités de leurs compatriotes dans ce comité, Javogues attaqua publiquement la morale de Couthon, le présentant, lui et les Auvergnats, comme voleurs. Il cherchait à atteindre l'intégrité du Comité de Salut public.
La conséquence fut que le Comité fit décréter le rappel du Représentant en 1794 et l'arrestation de ses deux confidents les plus influents, Lapalus (juge au tribunal révolutionnaire de Feurs) et Duret (commandant en chef de l'armée révolutionnaire de la Loire).
Le rappel de Javogues fut un évènement d'importance nationale, contribuant au processus par les lequel les robespierristes éliminèrent les ultra-révolutionnaires pour aboutir à l'exécution des hébertistes. Les hébertistes étant les « exagérés » pendant la Révolution, appartenant à la Montagne, ils furent les artisans de la chute des girondins en juin 1793. Ils étaient partisans d'une radicalisation de la Terreur et de la déchristianisation.

### Les problèmes de la Terreur
Il faut cependant nuancer ces propos, Javogues n'étant qu'un élément parmi tant d'autres de la Terreur, il ne fut pas un élément tout-puissant. Ici, la Terreur est plus à insérer dans un contexte local. Même si sa présence correspond à la période de la Terreur « anarchique » (mi-septembre 1793 à mi-février 1794), d'autres facteurs sont à prendre en compte : l'absence de contrôle gouvernemental, les initiatives locales d'institutions d'exceptions, la répression intensive, la déchristianisation. Il ne faut pas cependant considérer la Terreur que comme une période de désordre, mais plus comme une période d'ordre comparée aux années précédentes. 
Une structure d'institutions révolutionnaires s'est développée en parallèle à la structure administrative établie au début de la Révolution. Son but était d'appliquer certaines mesures révolutionnaires et en surveiller l'exécution d'autres par l'administration régulière.
À la base, se trouvent les sociétés populaires et les comités révolutionnaires. La société populaire était une sorte de club pour les patriotes. Cependant, toutes deux représentaient la vigilance et la participation révolutionnaire du peuple au niveau le plus bas et dans la forme la plus simple. Mais le comité, composé de douze patriotes, disposait du droit de lancer des mandats d'arrêt pour les personnes considéraient comme des suspects.
Javogues y ajouta une structure intermédiaire : l'armée révolutionnaire, qu'il créa le 20 octobre 1793. Elle servit à exécuter des mesures révolutionnaires, à approvisionner des villes par les campagnes réticentes et à garder les prisons. Le tribunal révolutionnaire permettait d'atteindre les ennemis de la Révolution pouvant échapper à la justice ordinaire. C'était une rétribution rapide, impitoyable et inévitable qui pouvait effrayer le contre-révolutionnaire.
L'économie dirigée était surtout destinée à l'approvisionnement des villes dans un moment de pénurie, et moins à assurer les besoins d'une guerre lointaine contre la première coalition. En effet, le problème des subsistances se fit ressentir à travers la pénurie de grain, le pain étant l'alimentation principal de la population. Le district de Montbrison avec sa plaine céréalière fut le moins éprouvé tandis que le district de Saint-Étienne avec sa forte population urbaine le fut plus. Le passage des troupes le long des grandes routes, lors de la crise fédéraliste, augmenta le nombre de bouches à nourrir. Le problème des transports paralysés chaque hiver, dans ce département peu doté de grandes routes. Une solution fut trouvée avec le maximum, consistant à fixer les prix à un niveau déterminé, et l'application du droit de réquisition dans les villages pour les marchés urbains. Cependant, il ne fonctionna pas dans la Loire, car les paysans ne voulaient pas fournir le marché. 
La déchristianisation fut un des phénomènes les plus caractéristiques de la Terreur. Les prêtres réfractaires, ceux s'étant refusés au serment de fidélité à la Constitution en 1790, étaient vite devenus aux yeux des révolutionnaires ennemis d'une Révolution qu'ils n'avaient pas voulu soutenir. Le prêtre réfractaire exerçait une influence considérable sur une paysannerie qui ne comprenait rien aux querelles sur le serment et qui tenait à ses anciens prêtres. Son influence devint anti-révolutionnaire. Dans la Loire, il s'ensuivit la fermeture des églises par ordre du Représentant et leur utilisation à d'autres fins, la pression exercée sur les prêtres d'abjurer leur état et finalement l'interdiction de la religion catholique et l'arrestation de tous les prêtres comme ennemis de la Révolution. À quelques rares exceptions près, toutes les églises étaient fermées dans ce département à partir d'environ Noël 1793 et le culte ne fonctionnait que clandestinement. La Terreur ne réussit pas à détruire tous les symboles du culte et encore moins la religion.
La répression fut l'élément central de toute l'activité terroriste. La suspicion s'étendit à ceux qui enfreignaient les mesures prises à ces sujets. 
Cette courte période, entre août 1793, correspondant à la naissance du département, et mi-février 1794, correspondant à la fin de la présence de Javogues et de la Terreur, marqua le département pour de longues années. Aujourd'hui encore, le souvenir de Javogues comme personnalité de la Terreur est encore présent dans les esprits. 

## Les derniers soubresauts de la Révolution.
L'époque de la Convention thermidorienne et du Directoire est marquée dans la Loire et à Saint-Étienne par la succession de municipalités royalistes et de municipalités patriotes. Le 12 mars 1795, Saint-Étienne retrouve son nom. Il semble en revanche délicat de faire disparaître les rancœurs des puissants de la ville et les rancunes des vainqueurs d'aujourd'hui. Un apaisement religieux intervient : les églises rouvrent, le culte reprend et les prêtres réfractaires rentrent en prêtant serment à la République. Toujours est-il que la réaction thermidorienne prend aussi la forme d'une Terreur, la Terreur blanche.

### La vision paysanne
La paysannerie se montrait hostile à toute intervention de l'autorité centrale, aussi elle faisait souvent la grève des impôts. Les tentatives d'arrestation rencontraient souvent la résistance armée des paysans. Les prêtres réfractaires étaient bien évidemment royalistes, dans la mesure où les paysans se soumettaient à leur direction et où ils identifiaient une restauration comme indispensable au rétablissement de la religion, on peut dire que les campagnes foréziennes sont devenues royalistes sous le Directoire. Au fond, le paysan désirait qu'on le laisse poursuivre une vie villageoise normale. La Révolution avait bouleversé cette vie ; dans ce sens, il était contre la Révolution. L'Église étant centrale à cette existence, il désirait son rétablissement. Royaliste, il ne désirait pas l'Ancien Régime : le paradoxe n'est qu'apparent.
D'ailleurs, le conservateur même s'il n'était pas royaliste était plus qu'à moitié complice de la dissidence rurale car, d'une part, il désapprouvait la déchristianisation et d'autre part, il entendait maintenir un lien avec les paysans, qu'ils aient été ses fermiers ou métayers ou bien simplement ses voisins. Pour les conservateurs donc, la politique jacobine était elle-même la cause des troubles ruraux et il valait beaucoup mieux s'accommoder avec la paysannerie, la laisser tranquille, même si l'on rendait ainsi tacitement complice d'un comportement rural au fond antirévolutionnaire, bien qu'il ne constituât pas une menace active et concertée à l'existence de la République.

### La Terreur blanche
Les arrestations de Jacobins stéphanois commencent à la fin février 1795. Les prisons sont encombrées de détenus, le point culminant se situant en avril. Des bandes d'assassins royalistes pratiquent la chasse aux Jacobins qu'ils désignent sous le surnom de « mathevons ». L'ancien maire Johannot fait partie des victimes. Mais le grand massacre se déroula dans la nuit du 2 au 3 juin dans la prison de Sainte-Marie. Celui-ci fut organisé par une troupe de royalistes mais son déroulement varie en fonction des sources. Pour cause, aucune enquête n'a été ouverte sur cet épisode. Pour certaines sources, les assassins auraient pris d'assaut la prison et auraient égorgé sur place les prisonniers ; pour d'autres les prisonniers auraient été conduits jusqu'à la plaine du Treuil où ils auraient alors été fusillés. Les auteurs sont en revanche bel et bien connus, il s'agit de la meilleure bourgeoisie stéphanoise.
C'est quasiment dans le même temps, le 21 juin, qu'un buste fut érigé en l'honneur de Praire-Royet, maire à l'époque de l'occupation lyonnaise. La Terreur blanche marque de son empreinte les élections d'octobre 1795 pour désigner les députés aux Cinq Cents et aux Anciens. Il y eut peu de patriotes et les élus furent largement des contre-révolutionnaires. La Convention délégua un nouveau représentant en mission, Reverchon, bien décidé à mettre fin à toutes ces exactions.

### L'alternance patriote et royaliste (février 1796 - 1799)
De février 1796 à mars 1797, grâce à Reverchon, les Jacobins reviennent à la mairie. Les troubles suscités par les royalistes sont modérés à Saint-Étienne : on chante beaucoup Le Réveil du peuple, chant contre-révolutionnaire ; on organise des guet-apens mais qui n'ont rien à voir avec les assassinats de 1795. En mars 1797, une nouvelle municipalité, conservatrice et présidée par Antoine Neyron, voit le jour. La poussée contre révolutionnaire ne se manifeste plus par les mêmes excès. Après le coup d'État du 18 fructidor, les royalistes sont exclus des administrations mais son péril subsiste dans la rue, étant même très vif dans les premiers mois de 1798. Dans les deux dernières années de la Révolution, l'initiative ne leur appartient plus. Le 18 brumaire vient mettre un terme à ce jeu de bascule sans provoquer de véritable réaction à Saint-Étienne, dont la vie politique sombre peu à peu dans la torpeur.
Riches en évènements, les dernières années de la Révolution sont assez catastrophiques pour Saint-Étienne. Une loi du 23 août 1795 nomme Montbrison chef-lieu de la Loire. Roanne accueille au détriment de Saint-Étienne l'école centrale. Dans ce contexte difficile, l'armurerie parvient à tirer son épingle du jeu, par le retour à l'industrie libre et par le développement de ses débouchés à partir de 1799. Il appartiendra par la suite au Consulat et à l'Empire d'inverser le cours des choses et de développer les potentialités économiques stéphanoises.